# Molly Gordon
Molly June Gordon (Los Ángeles, California; 6 de diciembre de 1995) es una actriz estadounidense, conocida por su papel como Nicky Belmont en la serie de televisión dramática Animal Kingdom. También es conocida por sus papeles cinematográficos: como Maddie en Life of the Party, como Triple A en Booksmart y como Hannah en Good Boys.

## Primeros años
Gordon nació y se crio en Los Ángeles, su familia es judía. Es hija del director Bryan Gordon y de la cineasta Jessie Nelson. Desde una edad temprana actuó en obras de teatro de Los Ángeles, donde creció con el actor Ben Platt, con quien protagonizó producciones de El violinista en el tejado a los cuatro años y How to Succeed in Business Without Really Trying a los cinco años. Veía regularmente la serie de sketches y comedia Saturday Night Live y asistía a las actuaciones de la compañía de comedia The Groundlings, lo que la llevó a interesarse por la actuación cómica. Interpretó a Dot en la actuación de su escuela secundaria de Sunday in the Park with George cuando tenía 17 años. Le fue mal en su examen SAT y asistió a la Universidad de Nueva York, aunque la dejó después de dos semanas debido a la insatisfacción con su programa.

## Carrera
Su primer papel cinematográfico fue en la película dramática de 2001 dirigida por su madre I Am Sam como Callie, seguida de su participación en la película de 2005, Bewitched, dirigida por Nora Ephron.
Gordon se mudó a la ciudad de Nueva York en 2014 para dedicarse a la actuación. En agosto de 2015, fue elegida para interpretar a Nicky Belmont, la novia del personaje interpretado por Finn Cole, en el piloto de la serie de televisión de TNT, Animal Kingdom, la cual está basada en la película australiana de 2010 del mismo nombre. El piloto fue recogido para una primera temporada de 10 episodios en diciembre de 2015, y la serie se estrenó el 14 de junio de 2016, con Gordon como parte del elenco principal.
Interpretó a Maddie, la hija del personaje de Melissa McCarthy, en la película de comedia de 2018, Life of the Party.
En diciembre de 2018, Gordon comenzó los ensayos para interpretar a Alice Spencer en la producción Off-Broadway, Alice by Heart. El musical, que dirigió su madre y además coescribió con Steven Sater, se estrenó en el Teatro MCC el 26 de febrero de 2019. La obra concluyó en mayo de 2019. Luego, Gordon interpretó a Triple A en la película de comedia Booksmart de 2019. La película atrajo a Gordon debido a sus personajes "excéntricos" que "tenían un realismo tan arraigado".

## Filmografía

### Cine
| Cine | Cine                              | Cine                 | Cine                                      |
| Año  | Título                            | Rol                  | Notas                                     |
| ---- | --------------------------------- | -------------------- | ----------------------------------------- |
| 2001 | Mi nombre es Sam                  | Callie               |                                           |
| 2005 | Bewitched                         | Trick-or-treater     |                                           |
| 2015 | Ithaca                            | Mary Arena           |                                           |
| 2015 | Love the Coopers                  | Lauren Hesselberg    |                                           |
| 2018 | Life of the Party                 | Maddie Miles         |                                           |
| 2019 | Booksmart                         | Annabelle "Triple A" |                                           |
| 2019 | Good Boys                         | Hannah               |                                           |
| 2020 | Shiva Baby                        | Maya                 |                                           |
| 2020 | La galería de los corazones rotos | Amanda               |                                           |
| 2022 | Am I Ok?                          | Kat                  |                                           |
| 2023 | You People                        | Liza                 |                                           |
| 2023 | Theater Camp                      | Rebecca-Diane        | también directora, guionista y productora |

### Televisión
| Televisión | Televisión              | Televisión                   | Televisión                                |
| Año        | Título                  | Rol                          | Notas                                     |
| ---------- | ----------------------- | ---------------------------- | ----------------------------------------- |
| 2015       | Sin City Saints         | Megan                        | Episodio: «Because Vegas»                 |
| 2015       | Orange Is the New Black | Stacy                        | Episodio: «Don't Make Me Come Back There» |
| 2016–2018  | Animal Kingdom          | Nicky Belmont                | Papel principal; 26 episodios             |
| 2018       | Our Cartoon President   | Sarah Huckabee Sanders (voz) | Papel recurrente; 9 episodios             |
| 2019–2022  | Ramy                    | Stacy                        | Papel recurrente; 3 episodios             |
| 2022–2023  | Lakers: Tiempo de ganar | Linda Zafrani                | Papel principal                           |
| 2023       | The Bear                | Claire                       | Papel recurrente, temporada 2             |

### Teatro
| Año  | Título         | Rol    | Teatro     | Notas        |
| ---- | -------------- | ------ | ---------- | ------------ |
| 2019 | Alice by Heart | Alicia | Teatro MCC | Off-Broadway |